# Millerandage

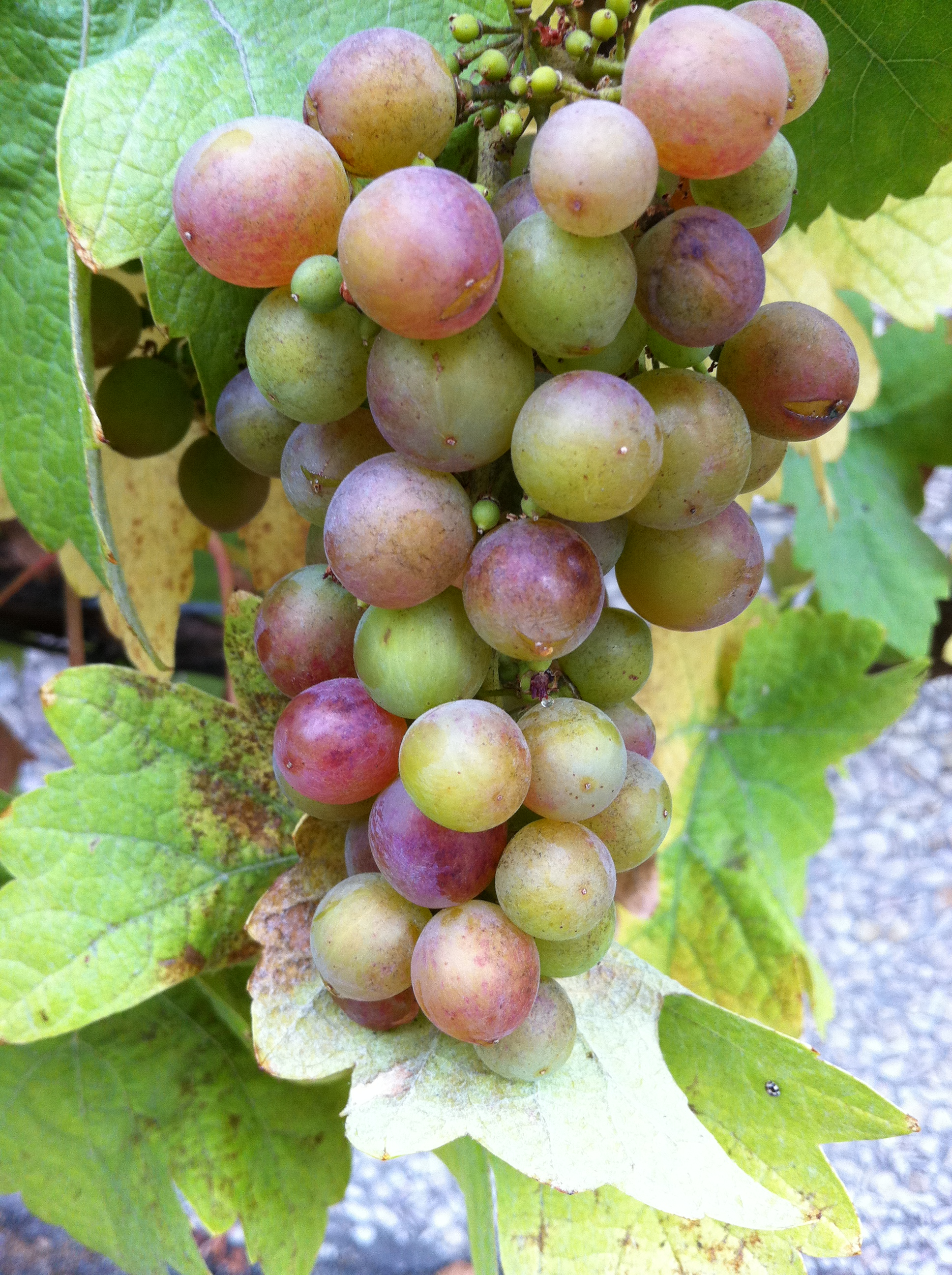
Un grappolo d'uva con segni di millerandage con piccole bacche immature sparse in tutto il grappolo.

Il millerandage è un potenziale rischio vitivinicolo che si verifica quando i grappoli contengono bacche che differiscono notevolmente per dimensioni e, soprattutto, per maturità. La causa più comune è il freddo, la pioggia o il cattivo clima durante la fase di fioritura delle viti anche se altri fattori, come la carenza di boro o la cattiva crescita delle foglie, possono avere un ruolo.
Mentre il millerandage causerà sempre un calo della resa della vite, il suo potenziale impatto sulla qualità del vino varierà, in particolare a seconda del tipo di uva. Per alcune varietà che sono soggette a maturazione irregolare all'interno di un grappolo, come il Sangiovese, lo Zinfandel e il Gewürztraminer, lo sviluppo del millerandage può peggiorare la qualità a causa del sapore verde delle uve potenzialmente acerbe nascoste all'interno del grappolo. Per altre varietà, come il Pinot nero o il clone Mendoza del Chardonnay, la qualità del vino potrebbe essere migliorata a causa della ridotta dimensione complessiva delle bacche e del rapporto tra pelle e succo più elevato.

## Cause

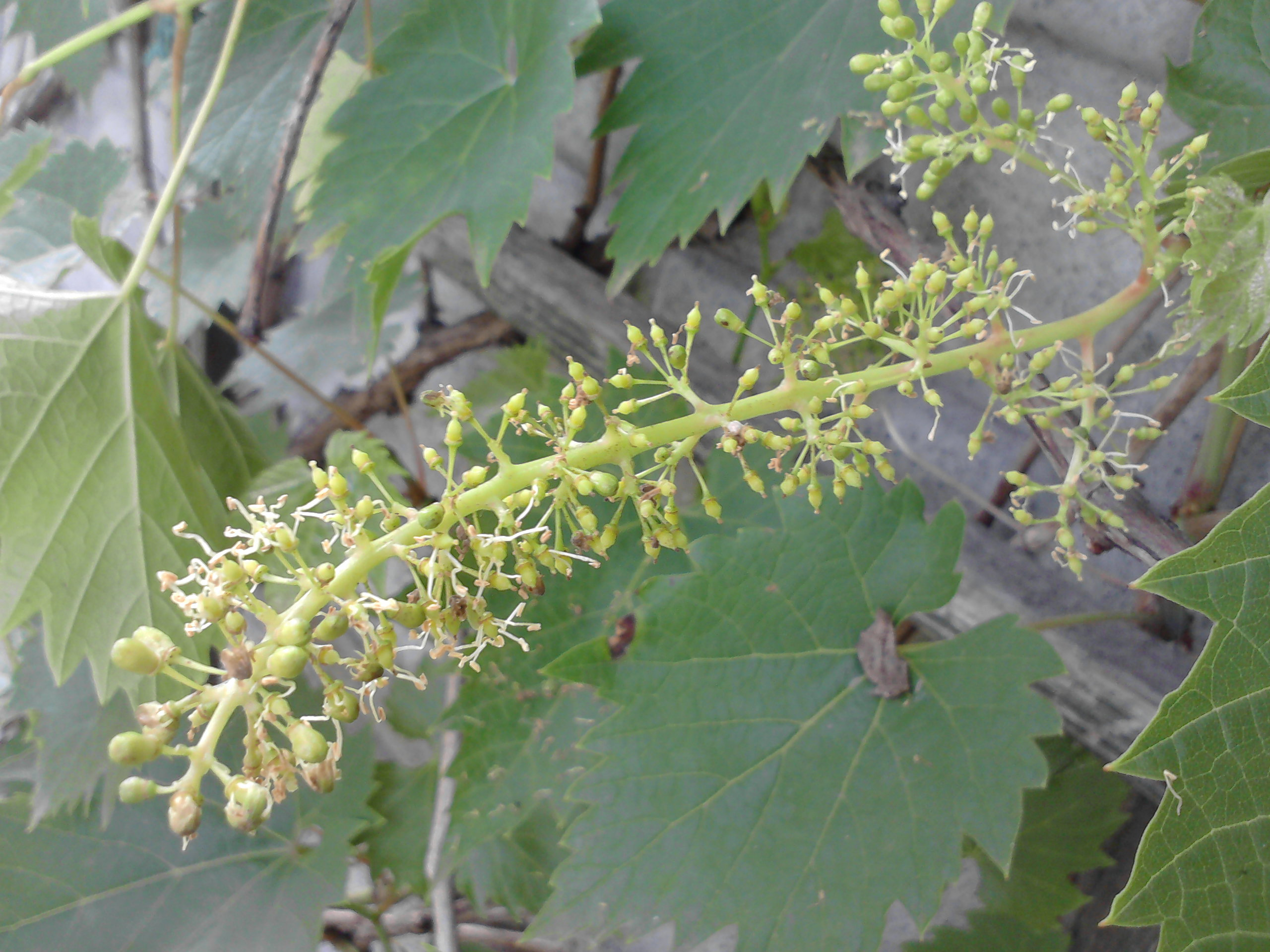
Durante la fase di fioritura (infiorescenza), le basse temperature e la presenza di pioggia influenzano lo sviluppo del millerandage.

La causa principale del millerandage è la scarsa fertilizzazione dei fiori d'uva durante la stagione di crescita. Mentre questo è più spesso attribuito al maltempo, altri fattori come le carenze nutrizionali (in particolare del boro minerale che è necessario per la sintesi dell'ormone della crescita auxina e per facilitare il movimento degli zuccheri nella vite) o le infezioni virali possono svolgere un ruolo.
Per le viti, la fioritura avviene di solito 8 settimane dopo l'inizio della gemmazione quando le temperature medie giornaliere colpiscono intorno ai 20 °C (68 °F). Di solito la fioritura inizia alla base dell'infiorescenza (grappolo di fiori) e si sposta verso l'alto. Seguendo il dominio apicale delle viti, i germogli più alti della vite inizieranno a fiorire per primi, con una fioritura completa che durerà da 7 a 10 giorni. Idealmente la temperatura e le condizioni climatiche di questo periodo dovrebbero essere calde, soleggiate e asciutte per assicurare una fioritura ottimale. Per alcune varietà, come Zinfandel e Merlot, la fioritura può essere più scaglionata, il che rappresenta un rischio maggiore per le condizioni meteorologiche avverse che interrompono il processo e favoriscono il millerandage. Alcuni coltivatori potrebbero cercare di predisporre una fioritura più sincronizzata con l'uso di trattamenti chimici, come la cianammide.
Dopo la fioritura, i fiori della vite passano attraverso l'impollinazione e la concimazione nei susseguenti 2 o 3 giorni. Questa è un'altra opportunità in cui il tempo incrementale può influenzare il risultato con una temperatura inferiore a 10 °C (50 °F) che potenzialmente può danneggiare gli ovuli dei fiori prima che possano essere fecondati. Poiché le viti sono ermafrodite (contengono sia parti maschili che femminili) e di solito si basano sull'autoimpollinazione, la presenza di vento per far circolare polline o insetti di solito non influenza il successo o il fallimento della fase di impollinazione. Pur non essendo influente come la temperatura, la presenza di pioggia può lavare via il polline dallo stigma o diluire enormemente il liquido stimmatico, facendo sì che il polline assorba troppa acqua, gonfi e scoppi prima che raggiunga gli ovuli.

Le uve che sviluppano il millerandage non avranno semi, rendendoli più piccoli e con un potenziale rapporto succo / buccia potenzialmente più elevato nella vinificazione. Tuttavia, queste bacche più piccole potrebbero non maturare completamente e potrebbero potenzialmente aggiungere sapori acidi e verdi al vino.

Anche nelle condizioni più ideali, in genere solo il 20-30% dei fiori si sviluppa in frutti maturi con semi completamente sviluppati e produzione di auxina. Se si sviluppano ancora meno bacche, la condizione di coulure emerge mentre per le bacche sviluppate, il numero di semi (o la loro assenza) influenzerà la dimensione risultante delle bacche. Il millerandge si verifica più spesso quando le uve parzialmente fecondate non sviluppano alcun seme, lasciando piccole (e potenzialmente immature) bacche presenti in un grappolo di bacche più grandi, altrimenti mature.

## Influenza sulla qualità del vino
Mentre il millerandage avrà sempre un impatto economico riducendo i raccolti, potrebbe non avere sempre un impatto negativo sulla qualità del vino che ne risulta. In alcune aree, come le regioni vinicole di Australia, California e Nuova Zelanda, la presenza di millerandage in un vigneto può essere considerata una qualità positiva per un'annata a causa della ridotta dimensione media delle bacche. Alcuni coltivatori utilizzano spray chimici per favorire la comparsa del millerandage.
Tuttavia, le bacche piccole e senza semi non possono mai maturare completamente e rimangono rigide e verdi (con acido elevato) durante tutta la stagione di crescita. Alcuni coltivatori possono scegliere di rimuovere i grappoli con elevata preponderanza di millerandage scegliendo di raccogliere l'intero raccolto in seguito a livelli di maturazione più elevati per bilanciare l'alto contenuto di acido e potenziali aromi verdi delle bacche. Altri coltivatori rimuoveranno l'uva dopo la raccolta in un tavolo di cernita insieme ad altri elementi estranei.